# Meher Baba
Meher Baba (25. veljače 1894. – 31. siječnja 1969.), rođen kao Merwan Sheriar Irani je indijski mistik i duhovni vođa koji se je 1954. javno proglasio Avatarom svojeg doba.
Odrastao je u uobičajem okolnostima i nije pokazivao inklinaciju prema duhovnim pitanjima. Međutim, s 19 godina je imao kratak kontakt s muslimanskom sveticom Hazrat Babajan kojim je započela njegova sedmogodišnja duhovna transformacija. Tijekom nekoliko sljedećih mjeseci je stupio u kontakt s još četiri sveta čovjeka, a sve ih je nazvao skupnim imenom "pet savršenih učitelja". Sljedećih je sedam godina proveo duhovno se uzdižući uz Upasni Maharaja, jednog od učitelja, a potom je započeo s javnim radom. Samo ime Meher Baba znači "Suosjećajni Otac", a nadjenuli su mu ga prvi sljedbenici. 
Od 10. srpnja 1925. pa sve do smrti, Meher Baba se odlučio na šutnju, a komunicirao je putem ploče s abecedom ili jedinstvenim pokretima ruku. On i njegovi mandaliji, odnosno sljedbenici, su provodili velike količine vremena u izolaciji, nerijetko posteći. Takve bi periode prekidao zbog putovanja širom svijeta, javnih okupljanja, te humanitarnim radom, uključujući rad s gubavcima, siromasima i mentalno oboljelima.
1931. godine je prvi puta putovao na Zapad i pritom privukao velik broj sljedbenika. Tijekom 1940-ih je radio sa zagonetnom skupinom ljudi koje je procijenio naprednim dušama i za koje je koristio naziv mast. Od 1949. je putovao Indijom inkognito u pratnji izabranih mandalija, nazivajući to svojim Novim Životom. 10. veljače 1954. se je proglasio Avatarom, odnosno inkarnacijom boga. 
Dvije automobilske nesreće u kojima je sudjelovao kao putnik (u SAD-u 1952. i u Indiji 1956.) su uvelike ograničile njegovu pokretnost. 1962. je pozvao svoje sljedbenika sa Zapada u Indiju na masivni darshan koji je nazvan "Okupljanje Istoka i Zapada". Zabrinut povećanom upotrebom LSD-a i drugih psihodeličnih droga, Meher Baba se je 1966. osvrnuo na taj trend i rekao kako ne donosi nikakve istinske prednosti. Usprkos sve lošijem zdravlju, nastavio je sa svojim "univerzalnim radom", uključujući post, izolaciju i meditaciju sve do smrti 31. siječnja 1969. Njegov samadhi (grobnica) u Meherabadu u Indiji privlači hodočasnike iz cijelog svijeta.

## Životopis

### Djetinjstvo
Meher Baba je bio Iranac rođen u gradu Puna u Indiji. Njegova je obitelj prakticirala zoroastrianizam. Rodno ime mu je bilo Merwan Sheriar Irani. Bio je drugi sin Sheriar Mundegar Iranija, perzijskog zoroastrijanca koji je godinama putovao tražeći duhovna iskustva prije nego što se je skrasio u Puni i oženio mlađu ženu, Shireen.
U školi je dobio nadimak „Struja“. Još kao dječak je oformio Klub Kozmopolitan koji se je posvećivao događanjima u svijetu i prikupljanju novca za dobrotvorne svrhe, nerijetko se kladeći na konjske utrke. Bio je jako nadaren kao pjevač, svirao je više instrumenata i pisao pjesme. Tečno je govorio nekoliko jezika, a posebno je volio Hafizovo perzijsko pjesništvo, ali i Shakespearea i Shelleya.
Kao dijete nije imao sklonosti prema duhovnosti, niti je imao značajna duhovna iskustva. Više ga je zanimao sport, posebice kriket, u kojemu je bio i dokapetan srednjoškolskog tima. Baba je kasnije pojasnio kako je Avatar prekriven velom dok ne dođe vrijeme da se aktivira. No kada je imao 19 godina i bio na drugoj godini sveučilišta Deccan u Puni, upoznao je staru muslimanku, duhovnicu po imenu Hazrat Babajan. Ona ga je tada poljubila na čelo. To je ostavilo dubok trag na mladića. Počeo je proživljavati moćne vizije i mistična iskustva zbog kojih se ostavio svojih uobičajenih aktivnosti. Počeo je udarati glavom u kamen da bi, kao što je kasnije objasnio, održao kontakt s fizičkim svijetom. Usto je stupio u kontakt s drugim duhovnicima koje je kasnije (uz Babajan) nazvao „pet savršenih učitelja“ svojeg doba: Hazrat Tajuddin Baba iz Nagpura, Narayan Maharaj iz Kedgaona, Sai Baba iz Shirdija i Upasni Maharaj iz Sakorija.
Kao što je Baba kasnije naveo, Upasni mu je pomogao da integrira svoja mistična iskustva u svakodnevnu svijest, a to mu je omogućilo da i dalje normalno živi bez da usporava svoj božanski razvoj. 1921. godine, kada je imao 27 godina i nakon što je proveo sedam godina kod Upasnija, Merwan je počeo privlačiti vlastite sljedbenike. Prvi među njima su ga nazvali Meher Baba, što znači „suosjećajni otac“.
1922. godine je Baba sa svojim sljedbenicima ustanovio Manzil-e-Meem (kuću velemajstora) u Bombaju. Tamo je Baba počeo zahtijevati strogu disciplinu i poslušnost od svojih učenika. Godinu dana kasnije se je zajedno sa svojim mandalima (krugom sljedbenika) preselio na lokaciju par kilometara izvan Ahmednagara, koju je nazvao „Meherabad“ (Meher u cvatu). Ovaj ashram je postao centrom njegovog rada. Meher Baba 1924. otvara školu u Meherabadu koju je nazvao „Prem Ashram“ (riječ „prem“ na nekoliko jezika znači „ljubav“). Škola je bila besplatna, a pohađati su ju mogli pripadnici svih kasti i vjera. Škola je privukla učenike raznih vjeroispovijesti iz cijele Indije i Irana.

### Šutnja
Od 10. srpnja 1927. do svoje smrti 1969. godine, Meher Baba nije govorio. Isprva je komunicirao putem ploče s abecedom, a kasnije koristeći jedinstvene znakove rukama koje je tumačio i čitao jedan od njegovih mandalija, obično njegov učenik Eruch Jessawala. Mehere Baba je rekao kako šutnja nema veze s njegovim duhovnim vježbama, već samo s univerzalnošću njegovog rada.
Avatarove propovijedi su šala jer čovjek ne zna živjeti prema božjim riječima. Umjesto suosjećanja koje je Bog učio, ljudi su u Njegovo ime ratovali. Umjesto da žive skromno i iskreno prema istini Njegovih riječi, čovjek se je odao mržnji, pohlepi i nasilju. Čovjek se je oglušio na principe i vodilje koje je Bog prethodno postavio, te ja stoga izabirem šutnju.
Meher Baba je često govorio o trenutku kada će prekinuti šutnju s riječju za svako srce, te na taj način duhovno pogurati sva živa bića.
Kada prekinem šutnju, utjecaj Moje Ljubavi će biti univerzalan te će ga primiti i osjetiti sav stvoreni život. Svakom će pojedincu pomoći da se riješi vlastitog bremena na vlastiti način. Ja sam Ljubav Božja i volim vas više nego što ćete ikad moći voljeti sami sebe. Prekinut ću šutnju da bih vam pomogao upoznati same sebe.
Meher Baba je rekao da će prekid njegove šutnje biti prekretnica u duhovnoj evoluciji svijeta.
Kada kažem tu Riječ, postavit ću temelje za ono što će se događati tijekom sljedećih 700 godina.
Meher Baba je mnogo puta najavljivao da će šutnju prekinuti izrečenom riječju prije svoje smrti, nerijetko navodeći točno vrijeme i mjesto gdje će se to dogoditi. Neispunjavanje tih obećanja je razočaralo mnoge njegove sljedbenike, dok su drugi to protumačili kao ispit vjere. Neki sljedbenici nagađaju da će "Riječ" ipak biti izrečena; odnosno da je Meher Baba prekinuo šutnju, ali samo duhovno, a ne i fizički.
Prema svim relevantnim izvorima, Meher Baba nije progovorio do smrti. Doduše, oko 30 godina nakon njegove smrti je jedan njegov učenik izjavio kako mu se je Meher Baba obratio par sati prije smrti, ali ova izjava proturiječi njegovim ranijim iskazima.
Svake godine na 10. srpanj mnogi sljedbenici slave "Dan šutnje" u čast Meher Babe.

### Prvi kontakti sa Zapadom
Meher Baba je tijekom 1930-ih godina počeo putovati po svijetu, posjetivši Europu i SAD nekoliko puta. U tom je razdoblju ostvario kontakte s prvom bliskom skupinom sljedbenika sa Zapada. Putovao je s perzijskom putovnicom, jer se je uz govor odrekao i pisanja te nije želio potpisati formulare koje je zahtijevala britanska vlada u Indiji.
Na svojem prvom putovanju u Englesku 1931. je putovao na brodu Rajputana zajedno s Mahatma Gandhijem koji je išao na drugu konferenciju "Okrugli stol" u Londonu. Meher Baba i Gandhi su se sastali tri puta tijekom putovanja, a jedan je sastanak trajao tri sata. Britanski tisak je posvetio dosta pažnje tim sastancima, ali jedan je Gandhijev pomagač izjavio: "Definitvno možemo reći da Gandhi nikad nije tražio pomoć od Meher Babe, niti ga je pitao za duhovne ili bilo kakve savjete."
Tijekom putovanja je dao intervju za Associated Press koji je objavio kako Meher Baba opisuje svoje putovanje kao "novi križarski put... koji će srušiti sve religijske granice i uništiti američki materijalizam, te ujediniti sve vjere kroz skupni element ljubavi." Sudeći prema članku, namjera mu je bila preobratiti tisuće Amerikanaca s grijeha. Opisujući Babu kao Mesiju, članak navodi kako je nabrojao čuda koja je izveo te rekao kako osoba koja se je sjedinila s istinom može postići bilo što, ali da je izvođenje čuda zbog demonstriranja duhovne moći slabost. Jedan drugi opis istog intervjua navodi kako je Baba, kada su ga upitali za čuda koja su mu pripisana, samo rekao: "Jedino čudo koje Savršeno Biće može izvesti je da ostale učini također savršenima. Amerikancima želim predočiti beskonačno stanje u kojem uživam."
Malcolm i Jean Schloss su pozvali Babu na svoj posjed "Meherashram" u Harmonu, u državi New York. Članak o tom posjetu u časopisu Time navodi da je Schloss za Babu uvijek koristio zamjenicu "On" pisanu velikim slovom, te da su ga ostali sljedbenici nazivali "Čovjek Bog", "Mesija" ili "Savršeni Gospodar".